# Elena Sánchez Caballero
Elena Sánchez Caballero (Madrid, 25 de desembre de 1957) és una periodista espanyola.
Llicenciada en periodisme per la Universitat Complutense de Madrid. Va començar la seva activitat professional a l'Agència EFE el 1982. No obstant això, pràcticament tota la seva trajectòria l'ha desenvolupat en Televisió Espanyola.
Va ingressar en l'Ens públic el 1984, fent-se càrrec de diferents informacions esportives. Entre 1986 i 1987 es va posar al capdavant de les càmeres a Buenos días, el primer programa informatiu matinal en la televisió espanyola.
Després d'un breu pas pel programa La tarde, va entrar a formar part, el 1987, de l'equip de Telediario, on va romandre fins a setembre de 1996. Durant aquesta etapa va compartir plató amb professionals com Luis Mariñas, Pedro Piqueras, Luis de Benito o Ramon Pellicer.
La nit de cap d'any de 1991 va formar part del trio de presentadors de Telepasión española amb Constantino Romero i Joaquín Prat.
El 1996 se li va assignar la presentació d'informatius al Canal 24 horas. El 2004 va tornar al Telediario i es va fer càrrec de la seva tercera edició, tasca que compatibilitzava amb el programa Crónicas. El 2006 va deixar el Telediario per substituir Pedro Piqueras en la presentació i direcció del programa de debat Enfoque, en pantalla fins a 2007.
El març de 2008 va ser nomenada defensora de l'espectador, l'oient i l'usuari de mitjans interactius de RTVE i es fa càrrec de la direcció i presentació de l'espai RTVE responde, a través del que es dona contestació a les demandes i preguntes dels espectadors.
L'abril de 2015 passa a presentar l'espai gastronòmic Al punto.